# Basket Brescia
Il Basket Brescia è stata la storica formazione della città di Brescia. Ha militato in serie A ininterrottamente (tranne la stagione 1976-77) dal 1974 sino all'anno della retrocessione in B1, il 1992.
La squadra ha conosciuto il suo declino sino alla serie B2, salvo poi risalire in B1.
Nel 1996 con la vendita dei diritti sportivi fu posta la fine alla storia della squadra.
Il basket cittadino è stato poi rappresentato dal Basket Brescia 2005 fino al 2 luglio 2009, data in cui la Juvi Cremona cede i diritti della Serie A Dilettanti alla neonata società Basket Brescia Leonessa, riportando così il basket a Brescia dopo 13 anni.

## Storia

### Dagli inizi agli anni 70
Fondata nel 1957 con l'insegna del G.S. Dopolavoro Ideal Standard, raggiunge per la prima volta la serie B nel 1961. Dopo 4 stagioni viene retrocessa in serie C dove rimane per otto stagioni, assumendo il nome di Century Basket Brescia e nel 1970 quello di Basket Brescia. 
Con la promozione del 1973, la società viene sponsorizzata dalla ditta Rondine del presidente Castellani e la sede delle partite casalinghe viene trasferita all'EIB. L'organico viene profondamente modificato, viene sostituito con Nico Messina l'allenatore della promozione Carlo Valtorta e viene costruita una squadra di buona caratura con elementi esperti quali Ottorino Flaborea, ex Pallacanestro Varese ed Ovi che vanno ad affiancarsi agli storici Saetti, Rubagotti ed Amadini. Con risultati alterni che portano all'esonero dell'allenatore a favore dii Sergio Curinga, che inizierà anche la stagione successiva, la squadra conclude al 6º posto.
Nel 1974, con la riorganizzazione dei campionati e la creazione della A2, viene ammessa d'ufficio alla seconda serie nazionale. Vengono inseriti giovani di buon talento quali Paolo Polzot anch'egli dalla Pallacanestro Varese, l'ala Lino Mascellaro dalle giovanili dell'Olimpia Milano ed il pivot americano Ratcliff reduce dall'esperienza NBA nei Kansas City Kings. Nel roster anche un giovanissimo Marco Solfrini. La squadra chiude a centro classifica la prima fase, ma nella poule salvezza registra un crollo che porta all'esonero dell'allenatore e ad una salvezza sofferta, strappata in trasferta all'Alpe Prandoni Bergamo nell'ultima giornata. 
A fine campionato Castellani cede la società a Mario Pedrazzini, proprietario della seconda squadra della città, la Pinti Inox (ditta sponsorizzatrice della cui famiglia proprietaria fa parte Pedrazzini). Malgrado l'ampio rinnovamento della rosa e l'ingaggio di un giocatore di caratura internazionale quale Charlie "Sax" Yelverton, e di un giovane allenatore poi destinato ad una buona carriera, quale Massimo Mangano, la squadra retrocede al termine di un drammatico spareggio a Bologna contro Pallacanestro Trieste.
Il cammino riparte con l'arrivo di Riccardo Sales e di un gruppo di giovani italiani di prospettiva quali Marco Palumbo, Giordano Marusic, Silvano Motta e Marco Solfrini che costituiranno per diversi anni l'ossatura della squadra; la squadra risale immediatamente in A2, vincendo il campionato di serie B e, dopo un campionato di assestamento, conquista la promozione in A1, anche grazie alle prestazioni del funambolico americano Al Fleming, poi prematuramente scomparso nel 2003 per un cancro al rene. Nella massima serie, con l'ingaggio di due giovani americani di grande valore (Bill Laimbeer e Marc Iavaroni) entrambi destinati a brillanti carriere in NBA, ottiene un ottimo sesto posto e viene eliminata alla terza partita dalla Pallacanestro Varese, sponsorizzata Emerson.

### Anni 80

Rickey Brown in canotta Ocean Brescia nella stagione 1986-87

Nella stagione 1980-81 la squadra non riesce a confermarsi e retrocede in A2, anche a causa del rendimento largamente inferiore alle attese della coppia di americani John Garret e Dean Hunger.
Si riparte ancora con Sales e, puntando sul giovane Ario Costa nel ruolo di centro con Marco Pedrotti come cambio, si ingaggiano due americani nel ruolo di playmaker (Stan Pietkiewicz) e di ala (Tom Abernethy). Al termine di una stagione esaltante il Basket Brescia, sponsorizzato Ceramiche Cidneo, conquista la promozione con uno score di 27 partite vinte e 5 perse e raggiunge i quarti di finale play-off scudetto, nei quali viene eliminato, al termine di una serie tiratissima dall'Olimpia Milano.
Nella stagione successiva si parte con lo stesso organico , arricchito solo dall'arrivo del pivot Sergio Rizzi già protagonista della storica vittoria di Varese nella Coppa dei Campioni 1975 e prematuramente scomparso nel 1989. Nel corso della stagione si rende necessaria la sostituzione di Tom Abernethy per il manifestarsi di problemi di salute. Scott May, pur mostrando la sua grande classe, non assicura gli stessi equilibri alla squadra e il rendimento flette, non impedendo comunque un buon decimo posto finale.
Nella stagione 1983-84, sulla panchina Carlo Rinaldi sostituisce Riccardo Sales; la squadra, sponsorizzata Simmenthal  parte con grandi aspettative per la prestigiosa sponsorizzazione e per il roster di tutto rispetto, ma delude e giunge dodicesima, retrocedendo in A2. 
In questi anni, a fianco di Sales e Rinaldi, agisce da assistente allenatore un giovanissimo Sergio Scariolo, destinato ad una carriera di livello mondiale.
Per la stagione 1984-85 viene ingaggiato come allenatore Arnaldo Taurisano, reduce tra l'altro dai successi con la Pallacanestro Cantù e sotto la sponsorizzazione Silverstone, la squadra, forte del confermato americano Brad Branson e del canadese Greg Wiltjer riconquista la serie A1, venendo eliminata ai playoff dalla Jolly Cantù. 
Dopo un discreto campionato, concluso al 12º posto ed impreziosito dalla eliminazione nei playoff della 5ª classificata Scavolini Pesaro e dalla buona resistenza contro la Berloni Torino, Taurisano lascia il posto al suo vice Fabio Fossati, ex giocatore e capitano. La squadra, sponsorizzata OCEAN nonché forte del confermato Rickey Brown e di Charlie Sitton, riesce ad ottenere la salvezza concludendo al 14º posto.
L'anno successivo la squadra risulta ulteriormente indebolita per la partenza di Brown, non compensata da un deludente Herbert Johnson, malgrado l'arrivo di un giocatore di gran nome quale Enrico Gilardi; dopo un disastroso 1-14 iniziale, Fossati viene sostituito da Alessandro Galeri, ma il trend non cambia e il Basket Brescia termina all'ultimo posto con un desolante 6-24.
Si tratta dell'ultima apparizione nella massima serie a cui fanno seguito 4 anni di A2.

### Gli anni 90 e l'epilogo
Dopo due anni di sponsorizzazione Filodoro, dei quali si ricorda tra l'altro lo straordinario talento di Mike Mitchell, scomparso nel 2011, nel campionato 1990-91 si cerca di rinverdire i vecchi allori con il ritorno, con la maglia Telemarket, di Riccardo Sales. Nella stagione 1991-92 la situazione peggiora ulteriormente ed il Basket Brescia, malgrado l'avvicendamento dell'allenatore con Luca Dalmonte, retrocede in serie B ed imbocca la strada di un declino che lo vede scivolare in B2, prima di risalire in B1 e di giungere allo scioglimento della società  nel 1996, con la cessione dei diritti sportivi a Ferrara.
A distanza di 13 anni, nell'estate del 2009, parte una nuova avventura con l'acquisizione dei diritti per la A Dilettanti dalla Juvi Cremona e la costituzione del Basket Brescia Leonessa.

## Presidenti e allenatori
- 1957-1974 ...
- 1974-1975 Castellani
- 1975-1988 Mario Pedrazzini
- 1988-1995 Giorgio Corbelli
- 1995-1996 Gabriele Rosa

- 1957-1974 ...
- 1974-1975 Ottorino Flaborea
- 1975-1976 Massimo Mangano
- 1977-1983 Riccardo Sales
- 1983-1984 Carlo Rinaldi
- 1984-1986 Arnaldo Taurisano
- 1986-1988 Fabio Fossati
- 1988-1988 Alessandro Galeri
- 1988-1989 Virginio Bernardi
- 1989-1989 Giorgio Maggi
- 1989-1990 Piero Pasini
- 1990-1992 Riccardo Sales
- 1992-1992 Luca Dalmonte
- 1992-1995 Duško Vujošević
- 1995-1996 Matteo De Maio

## Statistiche
- Maggior numero di punti segnati in una partita: 118, Brescia-Caserta 118-126, 18 ottobre 1987 (serie A1)
- Miglior piazzamento: 6º posto A1 1979-80

## Tifosi
Tra i gruppi organizzati di tifosi va segnalato il "Brixia Fidelis" e, dopo una scissione da parte di alcuni componenti, il "Kangaroo".
Oggi il gruppo è chiamato IRRIDUCIBILI, conosciuta anche come Onda Blu